# Leros
Leros (griechisch Λέρος (f. sg.)) ist eine griechische Insel im Ägäischen Meer. Zusammen mit Farmakonisi, Levitha und Kinaros sowie einigen weiteren unbewohnten Inselchen bildet sie die gleichnamige Gemeinde (δήμος, Dimos) innerhalb der Region Südliche Ägäis. Die 54,052 km² große und bis zu 321 m hohe Insel liegt vor der Küste Kleinasiens und dem Golf von Güllük (türkisch Güllük Körfezi). Leros gehört zur Inselgruppe der Südlichen Sporaden.

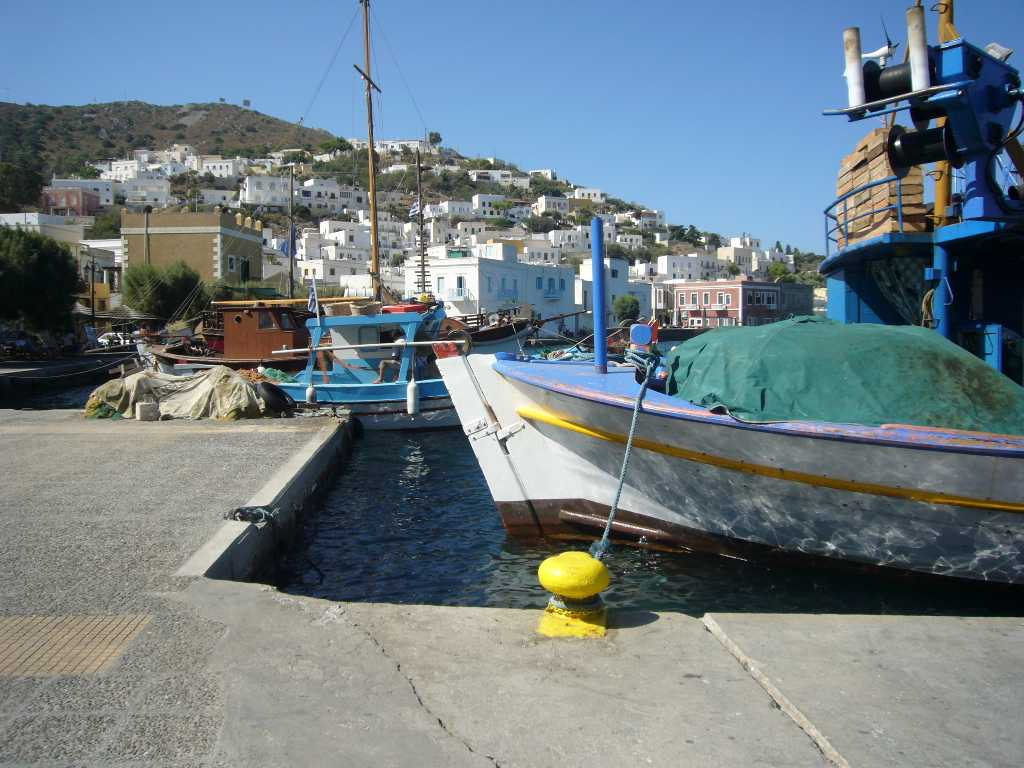
Hafen in Agia Marina

Etwa 8000 Einwohner leben auf Leros. Hauptort ist Agia Marina, der nahtlos in Platanos übergeht. Der Ort wird gekrönt von der imposanten Festung aus dem 14. Jahrhundert, die die Johanniter erbauten.

## Geschichte
Als frühe Bewohner werden die Karer, die Leleger, die Phönizier und die Kreter mit ihrem Anführer Rhadamanthys, Bruder des Königs Minos, erwähnt. Später besiedelten die Dorer die Insel Leros. Herodot berichtet in seinen Werken von einem engen politischen und geistigen Austausch und von regen Handelsbeziehungen zu den Ioniern von Miletos. Im 5. Jahrhundert v. Chr. erlebte Leros eine geistige Blüte. Es war die Zeit des Dichters Demokrit und des Historikers Feredikes.
Nach den Persischen Kriegen stellte sich Leros auf die Seite des Athener Bundes. Grabstelen und Münzen aus der Zeit Alexanders des Großen weisen auf die Anwesenheit des großen Feldherren und seines Heeres hin. Der Schriftsteller Plutarch betont ebenfalls die ausschlaggebende Rolle der Lage von Leros in der Schifffahrt und bezieht sich auf die Gefangenschaft von Julius Caesar auf der Insel Farmakonisi (Pharmakousa) in der Nähe von Leros.
In der byzantinischen Periode wurden auf der Insel prächtige christliche Kirchen erbaut. Konstantin der Große schloss Leros in den Bund von Samos ein. Zu dieser Zeit wurden die Burg und die Kirche der Muttergottes sowie die heute unter dem Namen Palaeokastro bekannte Burg der Lepiden erbaut. Diese befindet sich in einer Region, in der bis heute Überreste der Zyklopischen Mauer erhalten geblieben sind. Auf der Insel befinden sich wertvolle Monumente aus der byzantinischen Periode wie die frühchristliche Kirche in Partheni und die Kirche der Hagia Barbara, die aus Bauelementen erbaut sind, die in der Region ausgegraben wurden. Die Spolien, wie Marmorfragmente, Kapitelle, Steinplatten und sonstigen Materialien stammen aus der antiken Stadt Leros und den frühchristlichen Kirchen des Johannes des Theologen, der Muttergottes Gourlomata und der Muttergottes der Burg.
In Alinda, aber auch in anderen Gebieten der Insel, fand man in den Erdboden eingebaute Wölbungen, die Tholaria, die vermutlich Mönchen als Unterschlupf dienten. Im Jahre 1314 wurde die Insel vom Johanniterorden von Rhodos eingenommen. 1523 erreichten die Türken im Raubzug durch die ganze Ägäis auch diese Insel. Trotz der überaus schwierigen Verhältnisse in der Zeit der Türkenherrschaft war Leros dennoch fähig, sich eine Art Selbständigkeit zu bewahren. So war es kein Zufall, dass beim Ausbruch der griechischen Revolution im Jahre 1821 die Einwohner dieser Insel zu den Vorkämpfern gehörten.
Nach der Griechischen Revolution 1821 gegen das Osmanische Reich wurde im Londoner Protokoll vom 3. Februar 1830 die Gründung des Königreichs Griechenland als vollständig unabhängiger und tributfreier Staat beschlossen. Trotz ihrer aktiven Teilnahme an der Revolution wurden die Dodekanes-Inseln im Tausch gegen Euböa wieder dem Osmanischen Reich zugeschlagen.
Infolge des Italienisch-Türkischen Krieges wurden die Inseln im April und Mai 1912 durch italienische Truppen besetzt. Die Besetzung von Leros erfolgte am 12. Mai 1912. Erst mit dem Vertrag von Lausanne vom 24. Juli 1923 wurden die Dodekanes-Inseln als Italienische Ägäis-Inseln italienischer Besitz. Die ganze Insel wurde zu einem Waffenlager, es wurden Festungsmauern errichtet und militärische Einrichtungen aufgebaut. Damit sollte Leros als Militärstützpunkt Italiens im Mittelmeerraum gesichert werden. Lakki mit seinem Naturhafen wurde in großem Stil zum Flottenstützpunkt ausgebaut und deshalb „Malta der Ägäis“ genannt.

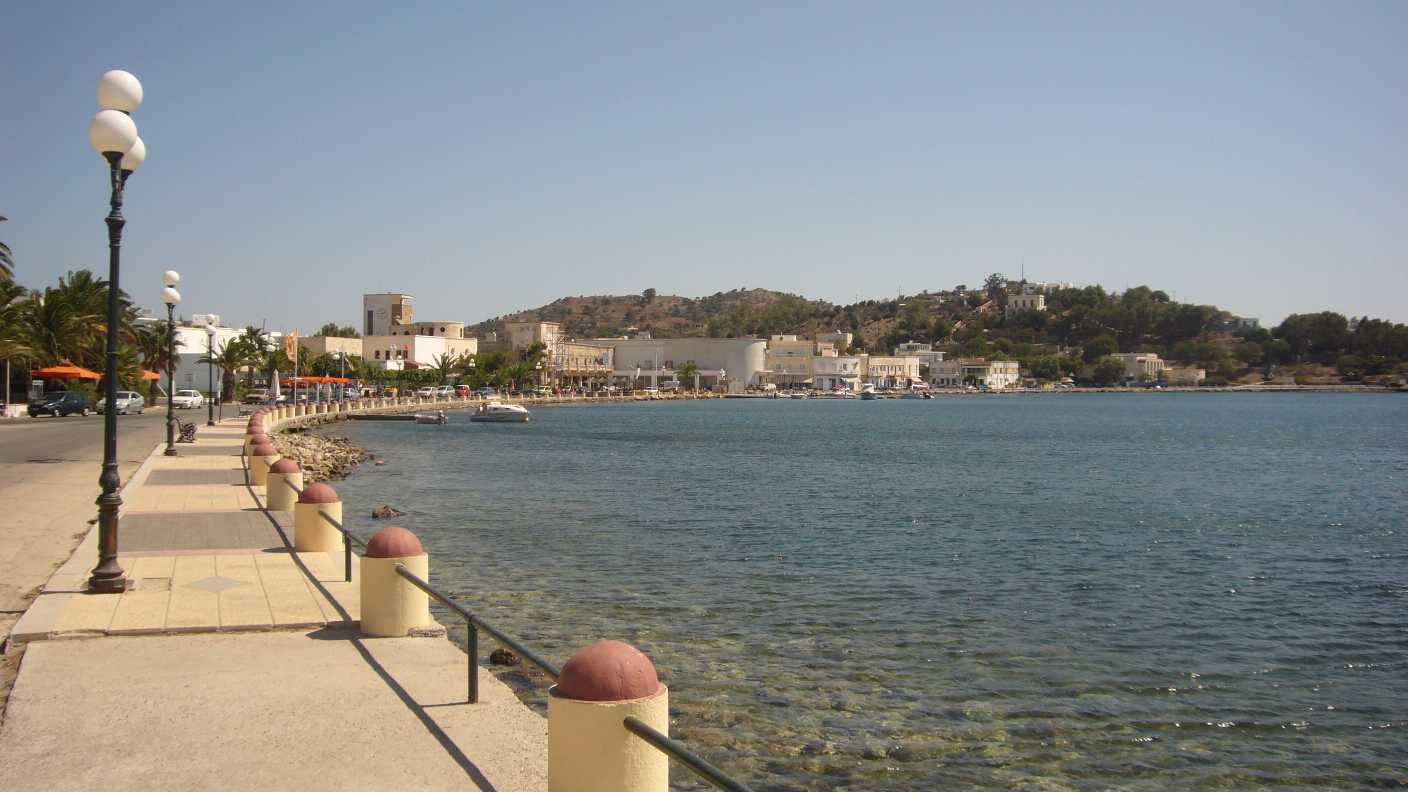
Hafenpromenade von Lakki

In Lakki (italienisch Portolago) wurde die Stadt aufs Neue errichtet; alte Gebäude wurden abgerissen, um von neuen Gebäuden in einer in Europa einzigartigen und für die Periode überaus fortschrittlichen Architektur ersetzt zu werden.
Nach der Kapitulation Italiens im Zweiten Weltkrieg wurde Leros im September 1943 von britischen Truppen besetzt.
Vom 12. bis 16. November 1943 wurde die Insel in einer blutigen Schlacht von deutschen Truppen wiedererobert.
Dabei wurden die Heerestruppen durch starke Luftwaffenverbände unterstützt, unter anderem durch die I. und II. Gruppe des Sturzkampfgeschwaders 3, die teilweise zweimal täglich von Rhodos und von dem 80 Flugminuten entfernten Flugplatz Megara (westlich von Athen) aus starteten. Nach Mark Mazower kam es ebenfalls auf Leros zu Verbrechen der Besatzungsmacht. Drei kriminelle „999er“ (Strafdivision 999) brachen in Häuser ein und stahlen Geld, Wäsche, Uhren und Schmuck. Auch die Haager Landkriegsordnung wurde verletzt. Am Ende des Zweiten Weltkriegs befreiten dem Heeresverband angehörende Griechen die Insel. Nach der Kapitulation Deutschlands im Mai 1945 kamen die Dodekanes-Inseln bis zum 31. März 1947 unter eine britische Übergangsverwaltung. Am 7. März 1948 wurden sie endgültig in den griechischen Staat integriert.
Leros hat als Verbannungsort traurige Tradition. Zuletzt war es während der Diktatur 1967–1974 mit Gyaros eine der beiden Inseln, auf denen Internierungslager eingerichtet wurden. Der griechische Komponist Mikis Theodorakis zählte zu den Gefangenen. Ab 1947 wurden hier die Kinder kommunistischer Partisanen in sogenannten „Kinderdörfern“ umerzogen. Sehr viel früher war die Insel Leprastation.
Seit 1957 wurde bei Lakki die größte psychiatrische Klinik Griechenlands eingerichtet. Zeitweise waren hier bis zu 2700 psychisch Kranke aus ganz Griechenland untergebracht. Die menschenunwürdigen Bedingungen, unter denen sie (teilweise nackt angekettet) verwahrt wurden, gerieten in den 1980er Jahren in den Blickpunkt der internationalen Öffentlichkeit. Da die psychiatrische Anstalt als Arbeitgeber und für Zulieferungen den größten Wirtschaftsfaktor der Insel darstellte, stießen Bestrebungen, sie aufzulösen, auf starken Widerstand der Bevölkerung. Auf Druck und mit Hilfe der Europäischen Gemeinschaft wurde eine qualifizierte psychiatrische Behandlung eingeführt und ein Großteil der Patienten enthospitalisiert.
Seit 2000 unterhält Leros partnerschaftliche Beziehungen zu Aschheim in Bayern.
In neuerer Zeit geriet Leros wegen seines offiziell als Closed Controlled Access Centre bezeichneten Lagers für Flüchtlinge wieder in die Schlagzeilen. Die Errichtung zog Kosten von 35,3 Millionen Euro nach sich.

## Die einzelnen Inseln
| Name               | griechischer Name          | Fläche km² | Lage                         |
| ------------------ | -------------------------- | ---------- | ---------------------------- |
| Leros              | Λέρος (f. sg.)             | 54,052     | 37° 9′ N, 26° 51′ O          |
| Faradonisi S       | Φαραδονήσι Ν (n. sg.)      | 00,2       | 37° 11′ 9″ N, 26° 45′ 25″ O  |
| Faradonisi SW      | Φαραδονήσι ΝΔ (n. sg.)     | 00,25      | 37° 11′ 15″ N, 26° 45′ 35″ O |
| Faradonisi NW      | Φαραδονήσι ΒΔ (n. sg.)     | 00,04      | 37° 11′ 40″ N, 26° 45′ 15″ O |
| Megalo Faradonisi  | Μεγάλο Φαραδονήσι (n. sg.) | 00,16      | 37° 11′ 34″ N, 26° 45′ 44″ O |
| Archangelos        | Αρχάγγελος (m. sg.)        | 01,608     | 37° 12′ 15″ N, 26° 46′ 35″ O |
| Patella (Patelidi) | Πατέλλα (f. sg.) Πατελίδη  | 0          | 37° 12′ 35″ N, 26° 47′ 49″ O |
| Megali Trypiti     | Μεγάλη Τρυπητή (f. sg.)    | 00,072     | 37° 12′ 52″ N, 26° 48′ 52″ O |
| Mikri Trypiti      | Μικρή Τρυπητή (f. sg.)     | 00,02      | 37° 12′ 37″ N, 26° 48′ 53″ O |
| Strongyli          | Στρογγυλή (f. sg.)         | 00,15      | 37° 12′ 9″ N, 26° 49′ 15″ O  |
| Agia Kyriaki       | Αγία Κυριακή (f. sg.)      | 00,25      | 37° 8′ 36″ N, 26° 53′ 10″ O  |
| Piganousa          | Πηγανούσα (f. sg.)         | 00,376     | 37° 6′ 58″ N, 26° 54′ 22″ O  |
| Velona             | Βελόνα (f. sg.)            | 00,066     | 37° 5′ 44″ N, 26° 53′ 30″ O  |
| Mikro Glaronisi    | Μικρό Γλαρονήσι (n. sg.)   | 00,05      | 37° 5′ 22″ N, 26° 53′ 9″ O   |
| Megalo Glaronisi   | Μεγάλο Γλαρονήσι (n. sg.)  | 00,128     | 37° 5′ 4″ N, 26° 53′ 18″ O   |
| Gourna O           | Γούρνα Α (m. sg.)          | 00,008     | 37° 9′ 12″ N, 26° 48′ 51″ O  |
| Gourna W           | Γούρνα Δ (m. sg.)          | 00,006     | 37° 9′ 12″ N, 26° 48′ 51″ O  |
| Agios Isidoros     | Άγιος Ισίδωρος (m. sg.)    | 0          | 37° 9′ 12″ N, 26° 48′ 51″ O  |
| Megalo Liadi       | Μεγάλο Λιάδι (n. sg.)      | 00,333     | 36° 54′ 29″ N, 26° 9′ 58″ O  |
| Mikro Liadi        | Μικρό Λιάδι (n. sg.)       | 0          | 36° 54′ 3″ N, 26° 10′ 12″ O  |
| Kinaros            | Κίναρος (f. sg.)           | 04,577     | 36° 58′ 48″ N, 26° 17′ 26″ O |
| Glaros             | Γλάρος (m. sg.)            | 00,177     | 36° 59′ 11″ N, 26° 19′ 31″ O |
| Megalo Mavro       | Μεγάλο Μαύρο (n. sg.)      | 00,148     | 36° 59′ 41″ N, 26° 22′ 12″ O |
| Mikro Mavro        | Μικρό Μαύρο (n. sg.)       | 00,132     | 36° 59′ 43″ N, 26° 22′ 58″ O |
| Levitha            | Λέβιθα (n. pl.)            | 09,121     | 37° 0′ 25″ N, 26° 27′ 32″ O  |
| Farmakonisi        | Φαρμακονήσι (n. sg.)       | 03,866     | 37° 17′ 28″ N, 27° 5′ 19″ O  |

## Sehenswürdigkeiten

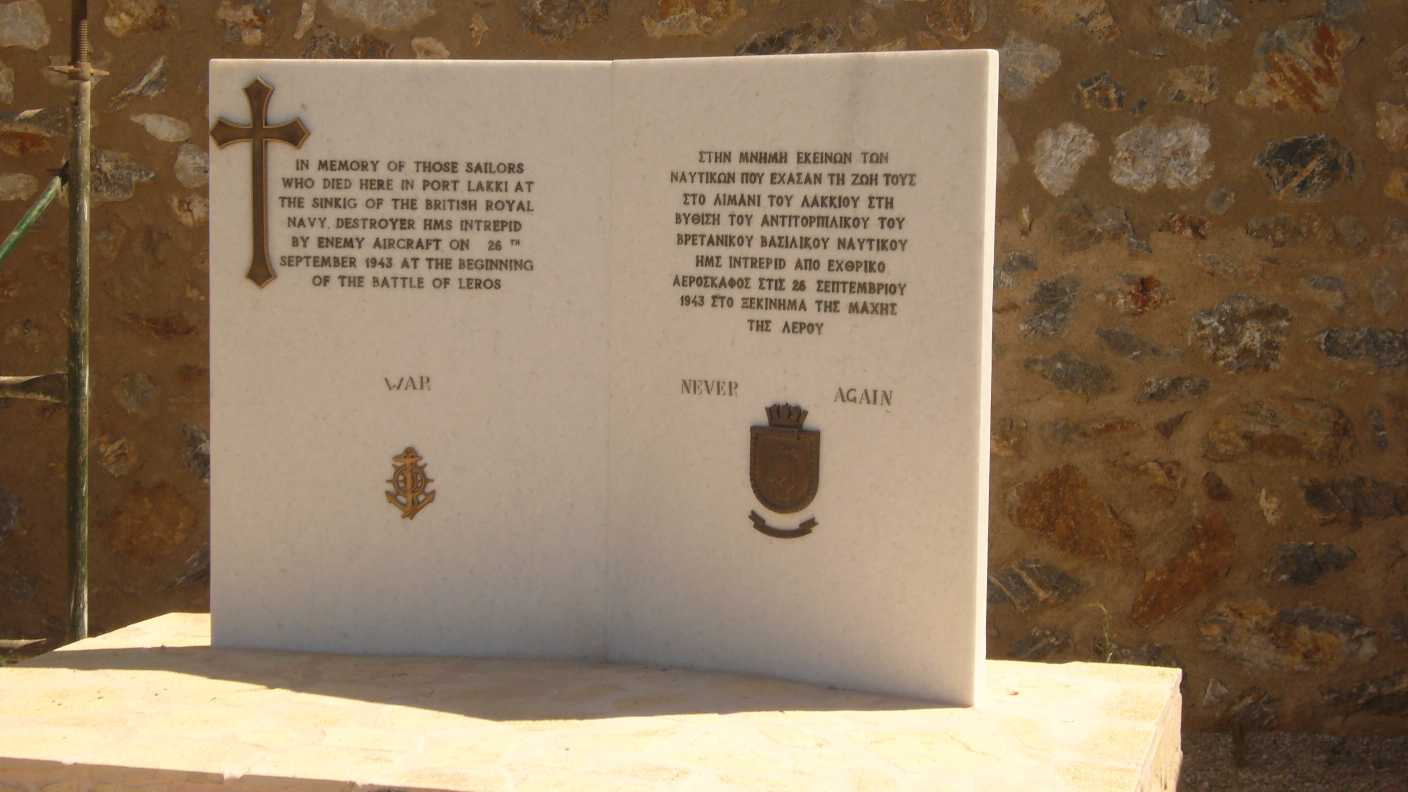
Denkmal in Lakki

- Platanos–Agia Marina–Panteli: Die Festung Brouzi im Baustil der römischen Periode befindet sich auf den Ruinen der antiken Stadt an der Hafeneinfahrt von Agia Marina.
- Lakki: Das Denkmal am Strand erinnert an die Versenkung des britischen Zerstörers Intrepid durch die deutsche Luftwaffe bei einem Angriff am 26. September 1943.
- Partheni: Auf einer Anhöhe westlich des heutigen Flughafens befand sich nach Vermutung der Archäologen, die sich auf Inschriften und philologische Quellen stützen, der Tempel der Göttin Artemis, von dem nur noch spärliche Überreste erhalten sind. Heute steht dort eine kleine Kapelle. Systematische Ausgrabungen sind noch nicht vorgenommen worden, jedoch fand man dort Stelen aus der hellenistischen Epoche.

### Burgen
An einer hervorragenden Stelle östlich der Stadt befindet sich auf dem kahlen Gipfel des Hügels Apitiki auf etwa 300 m Höhe die Burg von Leros, auch Burg der Muttergottes genannt. Erbaut wurde die Burg in der byzantinischen Periode auf den Ruinen der antiken Festung von Leros. Ausgrabungen brachten antike Gräber aus dem 7. Jahrhundert v. Chr. ans Tageslicht. Bei feindlichen Angriffen durch Räuber und Piraten zog sich die Bevölkerung hierhin zum Schutz zurück. In ruhigen und friedlichen Zeiten lebten die Menschen in den Häusern vor der Festung. Etwa 180 alte Wohnhäuser aus der Zeit stehen auch heute noch verlassen und renovierungsbedürftig an diesem Ort. Im Innern der Burg befindet sich das Kloster der Muttergottes „Kira“ (Herrin) aus dem Jahre 1300 mit bemerkenswerten Fresken. Weiterhin ist dort eine Sammlung von Ikonen, Manuskripten, Taufbecken und einem Epitaph untergebracht, die von archäologischem, aber auch von byzantinisch-kirchlichem Interesse sind. In Bezug auf die Ikone der Muttergottes gibt es zahlreiche Erzählungen und Volkslegenden.

### Klöster und Kirchen
Alte und erwähnenswerte Kirchen auf Leros sind die Kirchen Christi und des Kreuzes in der Region von Platanos. Von größerem historischem Interesse ist die Kirche der heiligen Paraskevi, wobei es sich einst um die Metropolis der Insel handelte.
In Lakki befindet sich die Kirche des heiligen Johannes des Theologen mit Mosaiken aus dem 11. Jahrhundert, die zu den wohl kostbarsten auf dem Dodekaneskomplex gehören. Im weiteren Umfeld von Partheni liegt die Kirche des heiligen Georgios aus dem 10. Jahrhundert, die mit antikem Baumaterial konstruiert wurde, das aller Wahrscheinlichkeit nach vom Tempel der Artemis stammt.

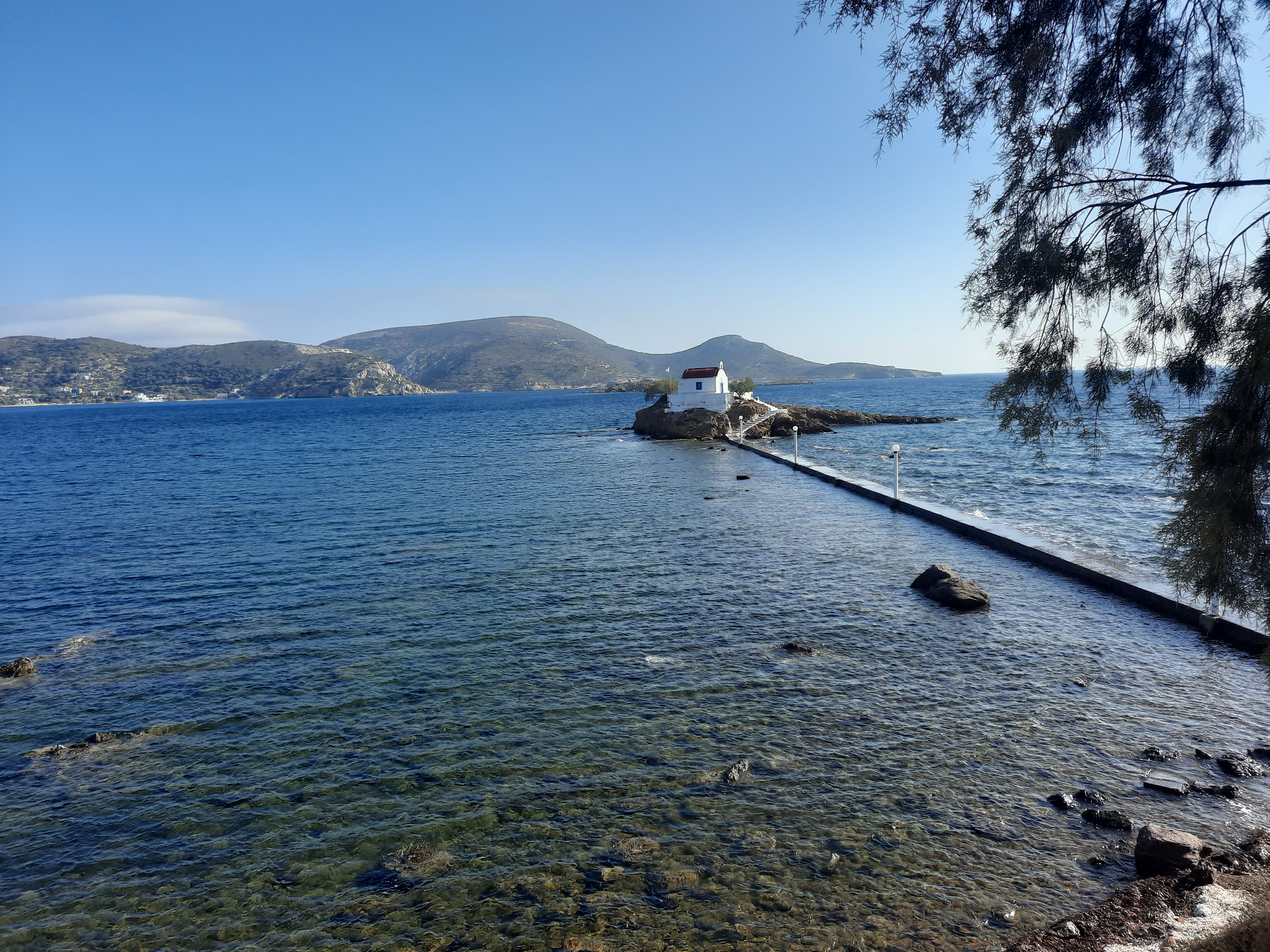
Kapelle des heiligen Isidoros

In Strandnähe im Norden befindet sich die Kirche der heiligen Kioura oder Matrona, die Freskenmalereien und alte Ikonen aufweist. Erbaut bzw. vielmehr gründlich restauriert und neu „ikonographiert“ wurde die Kirche von politischen Häftlingen während der Diktatur zwischen 1967 und 1974. In unmittelbarer Nähe von Kokkali liegt die Kapelle des heiligen Isidoros, die auf einem Felsen im Meer erbaut wurde. Mit der Küste ist der Felsen lediglich durch einen künstlich angelegten Zementpfad von 50 m Länge verbunden. Neben dem Felsen am Meeresgrund kann man die Ruinen eines antiken Tempels sehen. Der Küstenstraße in Richtung Süden folgend erreicht man kurz nach der Region Gourna, in der Nähe von Drimona, die Kapelle der Muttergottes Gourlomata aus dem 14. Jahrhundert, die mit Fresken geschmückt ist und mit Bauelementen eines antiken Gebäudes errichtet wurde.
In der Nähe der Siedlung Xerokambos liegt eine der schönsten Kapellen der Insel. Geweiht ist diese malerische Kapelle der Muttergottes Kavouradena (Kavouras, „Krabbe“). Sie ist förmlich inmitten der Felsen an der Küste erbaut worden. Die Wahl der Lage ist nicht zufällig, sondern stützt sich auf eine alte Legende, nach der ein Fischer, der dort nach Krabben suchte, die Ikone der Muttergottes in einer Felsspalte fand. Die Kapelle ist über mehrere Stufen inmitten der Felsen erreichbar.

## Touristische Informationen

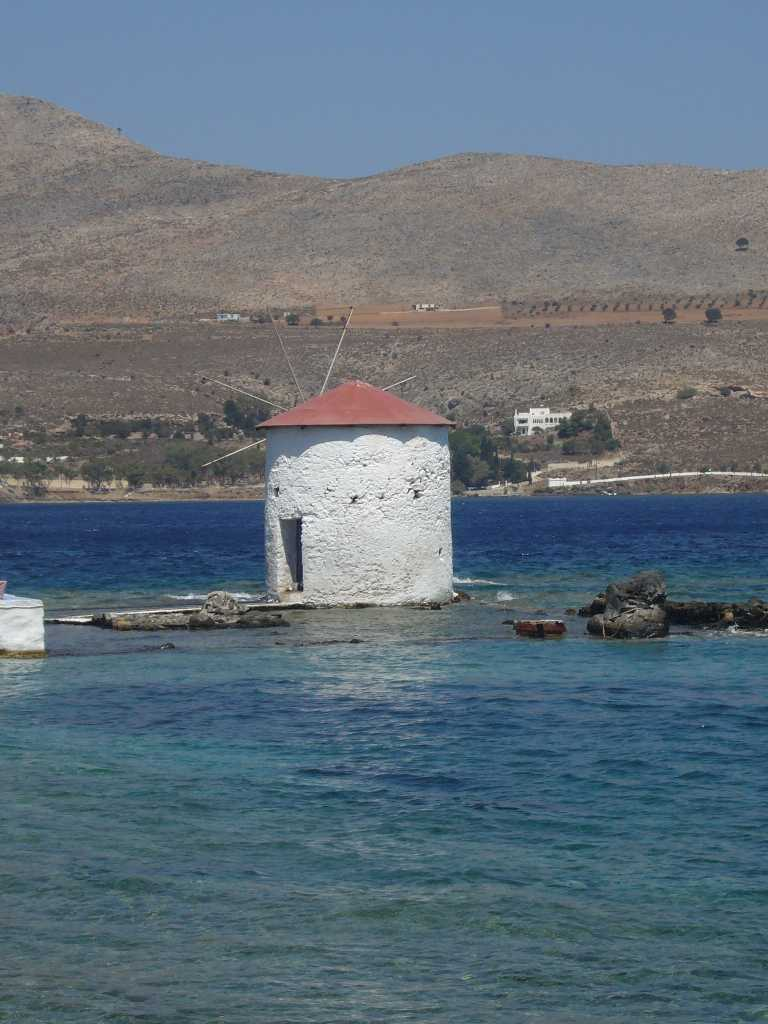
Alte Mühle an der Hafeneinfahrt Agia Marina

Schöne Naturstrände befinden sich in Agia Marina, Alinda, Krithoni, Panteli, Vromolithos, Partheni (Blefouti), Lakki (Koulouki und Merikia), Xerokambos und der Bucht von Gourna (Agios Isidoros, Kokkali und Drimonas).

## Verkehr
Es bestehen tägliche Fährverbindungen von und nach Piräus über Amorgos und Patmos, die etwa acht bis elf Stunden für die Strecke von 171 Seemeilen benötigen. Schiffsverbindungen gibt es auch nach Kalymnos, Kos und Rhodos.
Mittels Tragflächenboot bzw. Katamaranfähre wird Leros über die Sommermonate hinaus mit den Inseln Patmos, Lipsi, Kos, Rhodos und Samos verbunden.
Außerdem verfügt die Insel über den Flughafen Leros im Norden bei der Ortschaft Partheni mit einer Landebahn von 1012 m Länge. Olympic Air fliegt Leros von Athen, Rhodos, Astypalea und Kalymnos aus an.